# 上野万梨子
上野 万梨子（うえの まりこ）は、日本の料理研究家。

## 人物・来歴
東京都生まれ。小学校から高校までの12年間を自由学園で学ぶ。獨協大学在学中より飯田深雪に師事。1976年、ル・コルドン・ブルー・パリ校卒業。帰国後、1977年から1990年まで、東京・玉川田園調布の実家にてフランス料理教室を主宰。1991年、パリに移住。
著作や取材を通してフランスの食を日本に伝え、また食関連イベントの編集企画、商品開発アドバイスなどを手がける。独自の感性で生み出すレシピの基本は、「斬新な組み立てであっても、味わってみるとどこかに懐かしさがある料理」。
1980年、初の著書『シンプルフランス料理』を上梓。

## 著書
- 『シンプルフランス料理 いま、新しい食卓を』増淵達夫 撮影. 文化出版局, 1980.7
- 『デザート菓子』 (中公ミニムックス) 中央公論社, 1984.5
- 『上野万梨子のパン・メニュー88 パン料理オードブルからデザートまで』婦人画報社, 1985.11
- 『万梨子のおいしいおしゃべり』増淵達夫 撮影. 文化出版局, 1986.2
- 『上野万梨子のベジタブルメニュー100 お洒落でおいしい野菜料理』婦人画報社, 1988.8
- 『B.L.T. : New basic foods』Sazaby 共著. 柴田書店, 1989.4
- 『Dinner とっておきのひと皿』同朋舎出版, 1991.2
- 『Dessert 魅力のレシピ』同朋舎出版, 1991.2
- 『パリのお惣菜屋さんのレシピ 見ているとおなかがすいてくるおいしいメニュー』レスパース共著. 文化出版局, 1994.1
- 『パリのお菓子屋さんのレシピ 簡単に作れるパリジェンヌの好きなおいしいお菓子』レスパース共著. 文化出版局, 1994.12
- 『パンが残ったら…』レスパース共著. 文化出版局, 1995.12
- 『上野万梨子が出会ったおいしいパリ (Spur mook) 集英社, 1997.11
- 『上野万梨子のオーブン料理 オーブンがなければはじまらないクッキングブック』レスパース 編. 文化出版局, 1998.12
- 『パリのおいしい台所』レスパース 編. 文化出版局, 1998.2
- 『はじめまして。フランス料理 Parisのキッチンから…フレンチメニュー基礎レシピ』(まあるい食卓シリーズ)学習研究社, 1998.3
- 『上野万梨子の1,2,3レシピ』講談社, 2003.10
- 『パリの暮らしわたしのwa-fumi』文化出版局, 2003.2
- 『上野万梨子のパリの小さなキッチンから』大和書房, 2006.2
- 『小さなフランス料理の本』日本放送出版協会, 2008.9
- 『パンを楽しむレシピノート』イースト・プレス, 2012.4
- 『プチプチサラダ、つぶつぶタブレ スムール、ブルグル、キヌアとたっぷりの野菜を使った食感が楽しい惣菜とサラダ』誠文堂新光社, 2017.5
- 『アペロでパリをつまみ食い』光文社, 2019.5
- 『パリのしあわせスープ私のフランス物語』世界文化社, 2020.11

### 翻訳
- アレクサンドル・カマス『パリジャンのレシピ』監修・訳. 文化出版局, 1999.10
- リッツ・エスコフィエフランス料理学校 制作『プチシェフのためのフレンチレシピ ホテル・リッツの子ども料理教室より』監修, 貴田奈津子 訳. 学習研究社, 2001.11